# Kenneth MacMillan
Kenneth MacMillan (Dunfermline, 11 de desembre 1929 - Londres, 29 d'octubre 1992) va ser un ballarí i coreògraf de dansa clàssica.
Va estudiar a l'escola del Sadler's Wells Theatre i va ballar en diverses de les seves companyies de ballet fins a 1946. La seva primera coreografia va ser Somnambulism de 1953, seguida de Danses concertants el 1955. La seva coreografia del ballet Romeu i Julieta de 1965, va tenir ressò internacional. Va ser director de dansa de l'Òpera Alemanya de Berlín entre 1966 i 1969. El 1970 va ser designat director del Royal Ballet of London i el 1977 va renunciar per tornar-se coreògraf principal de la companyia. Entre d'altres dels seus ballets es troben Anastasia de 1971, L'histoire de Manon de 1974 arranjament de Luca, que entrà molt aviat amb èxit en el repertori del Royal Ballet, en part mercès a la interpretació de la parella Antoinette Sibley-Anthony Dowell i Isadora de 1981.
Entre les seves coreografies més notables cal mencionar també: Triad (Prokófiev, 1972); The Seven Deadly Sins (Weill, 1973); Elite Syncopations (S. Joplin, 1974); The Four Seasons (Verdi, 1975) Rituals (Bartók, 1975). No tan sols per al Royal Ballet, sinó també per d'altres companyies va crear coreografies que han restat en el repertori, com Song of the Earth (Mahler, 1965).